# Knipseldienst
Een knipseldienst verzorgt de verzameling van artikelen uit diverse printmedia zoals dagbladen, weekbladen en vakbladen over een specifiek onderwerp. Zo is het voor de klant mogelijk op gemakkelijke wijze een overzicht te krijgen van de actuele berichtgeving over ontwikkelingen op een bepaald gebied.

## Achtergrond en kenmerken
Traditioneel bestaat de dienst uit het voor een klant nalopen van de door hem opgegeven periodieken, het uitknippen van artikelen over het door de klant opgegeven onderwerp, het bundelen van de knipsels ("knipselkrant") en het per overeengekomen periode aan de desbetreffende klant toezenden ervan.

### Elektronisch
Sinds de opkomst van ICT-techniek en het verschijnen van online uitgaven van tijdschriften en persberichten bestaat er ook een elektronische variant. Hierbij verzamelt een spider allerlei nieuwsberichten op het internet die in een database worden opgeslagen en (meestal automatisch) worden gerubriceerd. Deze opslag is voor eigen gebruik toegestaan, gebruikmaken van die database voor derden en kopieën maken voor derden is echter juridisch discutabel. Om deze juridische bezwaren te omzeilen, is er minstens één online knipseldienst die direct bij het scannen uitzoekt of er een klant is die belangstelling heeft voor een knipsel en vervolgens in opdracht van die klant een kopie van de webpagina opvraagt, deze doorgaans krijgt van de webserver van de nieuwssite, en de kopie voor de specifieke klant behoudt. Klanten krijgen per e-mail op gezette tijdstippen een overzicht van de nieuwsberichten in de door hen geselecteerde rubrieken.
Het technisch belangrijkste verschil tussen e-knipseldiensten en papieren knipseldiensten is dat bij papieren media met elke nieuwe uitgave vanzelf duidelijk is "dit is nieuw". Bij websites moet per pagina en per woord dagelijks opnieuw worden uitgezocht wat nieuw is. Velen denken dat met een algemene zoekmachine als Google zoeken veel handiger is, maar het belangrijkste praktische verschil tussen een e-knipseldienst en een algemene zoekmachine is dat je bij een e-knipseldienst dagelijks een beperkt aantal nieuwe resultaten te zien krijgt, terwijl algemene zoekmachines enerzijds niet elke dag zoeken en anderzijds bij elke zoekopdracht de paar nieuwe resultaten mengen met vele oudere resultaten, waardoor je elke keer praktisch hetzelfde ziet en niet alleen de nieuwe zoekresultaten zoals bij e-knipseldiensten. De e-knipseldiensten hebben in tegenstelling tot algemene zoekmachines een abonnementenmodel, omdat hun klanten, journalisten, pr-bureaus, bedrijven en andere onderzoekers, dagelijks op de hoogte willen blijven van nieuwe resultaten voor hun trefwoorden.
Websites knippen is technisch een zeer intensieve bezigheid, waarbij bandbreedte niet het belangrijkste is. De kwaliteitsverschillen worden voornamelijk veroorzaakt door de techniek: bedrijven met een betere techniek kunnen sneller en preciezer vaststellen of er trefwoorden van klanten in de nieuwe tekst voorkomen en daardoor meer websites knippen en dus meer knipsels voor hun klanten genereren. Alle aanbieders beweren veel websites te knippen, wat niet altijd even correct blijkt te zijn. Er zijn ook flinke verschillen tussen de zoekmogelijkheden (wel of geen * voor en na trefwoorden) en het filteren van de resultaten. Het handigste is om bij meerdere aanbieders een gratis proefabonnement te nemen en zo in een paar dagen zelf vast te stellen welke het beste knipt.

### Zoeken naar e-knipsels
Het opstellen van zoekopdrachten voor e-knipseldiensten is niet zo eenvoudig als het lijkt. Vaak vergeet men de trefwoorden in de zoekopdrachten zo te formuleren dat ook meervouden en andere varianten van gebruik worden gevonden. Andere veelvoorkomende omissies zijn andere woorden of zinsconstructies waarmee een onderwerp wordt geduid of het zoeken naar bedrijfsnamen en persoonsnamen die zich met het onderwerp bezighouden. Soms komen trefwoorden te veel voor en moet er met AND/OR-constructies worden gewerkt of juist naar secundaire woorden en constructies worden gezocht. Persoonlijke assistentie, laten meedenken, door de knipseldienst blijkt vaak nodig, evenals zelf de zoekopdracht steeds bijsturen aan de hand van de ontvangen knipsels.